# سوراكارتا
سوراكارتا (بالإندونيسية: Surakarta) ، وغالبا ما تسمى سولو وأقل شيوعا سالا، هي مدينة في جاوة الوسطى، إندونيسيا. يبلع عدد سكانها 520,061 نسمة حسب تعداد 2009.

## المناخ
يظهر الجدول التالي التغييرات المناخية على مدار السنة لسوراكارتا:
| البيانات المناخية لـسوراكارتا     | البيانات المناخية لـسوراكارتا | البيانات المناخية لـسوراكارتا | البيانات المناخية لـسوراكارتا | البيانات المناخية لـسوراكارتا | البيانات المناخية لـسوراكارتا | البيانات المناخية لـسوراكارتا | البيانات المناخية لـسوراكارتا | البيانات المناخية لـسوراكارتا | البيانات المناخية لـسوراكارتا | البيانات المناخية لـسوراكارتا | البيانات المناخية لـسوراكارتا | البيانات المناخية لـسوراكارتا | البيانات المناخية لـسوراكارتا |
| الشهر                             | يناير                         | فبراير                        | مارس                          | أبريل                         | مايو                          | يونيو                         | يوليو                         | أغسطس                         | سبتمبر                        | أكتوبر                        | نوفمبر                        | ديسمبر                        | المعدل السنوي                 |
| --------------------------------- | ----------------------------- | ----------------------------- | ----------------------------- | ----------------------------- | ----------------------------- | ----------------------------- | ----------------------------- | ----------------------------- | ----------------------------- | ----------------------------- | ----------------------------- | ----------------------------- | ----------------------------- |
| متوسط درجة الحرارة الكبرى °م (°ف) | 30.1 (86.2)                   | 30.2 (86.4)                   | 30.5 (86.9)                   | 31.4 (88.5)                   | 31.1 (88.0)                   | 31.1 (88.0)                   | 30.9 (87.6)                   | 31.6 (88.9)                   | 32.4 (90.3)                   | 32.9 (91.2)                   | 31.7 (89.1)                   | 30.9 (87.6)                   | 31.2 (88.2)                   |
| المتوسط اليومي °م (°ف)            | 26.2 (79.2)                   | 26.3 (79.3)                   | 26.4 (79.5)                   | 26.9 (80.4)                   | 26.5 (79.7)                   | 25.9 (78.6)                   | 25.4 (77.7)                   | 25.7 (78.3)                   | 26.6 (79.9)                   | 27.4 (81.3)                   | 26.9 (80.4)                   | 26.6 (79.9)                   | 26.4 (79.5)                   |
| متوسط درجة الحرارة الصغرى °م (°ف) | 22.3 (72.1)                   | 22.4 (72.3)                   | 22.3 (72.1)                   | 22.4 (72.3)                   | 21.9 (71.4)                   | 20.8 (69.4)                   | 20.0 (68.0)                   | 19.9 (67.8)                   | 20.9 (69.6)                   | 21.9 (71.4)                   | 22.2 (72.0)                   | 22.3 (72.1)                   | 21.6 (70.9)                   |
| الهطول مم (إنش)                   | 324 (12.8)                    | 318 (12.5)                    | 306 (12.0)                    | 214 (8.4)                     | 145 (5.7)                     | 86 (3.4)                      | 52 (2.0)                      | 42 (1.7)                      | 51 (2.0)                      | 120 (4.7)                     | 212 (8.3)                     | 260 (10.2)                    | 2٬130 (83.7)                  |
| المصدر: climate-data.org          |                               |                               |                               |                               |                               |                               |                               |                               |                               |                               |                               |                               |                               |

## توأمة
لسوراكارتا اتفاقيات توأمة مع كل من:
- الجزائر
- مونتانا
- بلباو

## أعلام
- جوكو ويدودو
- يان باويس
- مورياتي سوديبيو
- بورباتجركا
- وين براكوسيا

## وصلات خارجية
- الموقع الرسمي لحكومة سوراكارتا